# 緑の共和国
緑の共和国 (みどりのきょうわこく、ロシア語: Зеленый Республики) または黒海共和国とは1919年から1920年まで黒海沿岸に存在した短命国家である。

## 沿革
1919年ソチに黒海開放委員会が設立され、社会革命的なロシア人や黒海のコサックとボリシェヴィキに反対した。
1920年赤軍の進行により崩壊した。